# Edmund Kałas
Edmund Kałas MSF (ur. 15 lutego 1899 w Wierzchucinie Królewskim, zm. 7 czerwca 1943 w KL Mauthausen) – polski duchowny rzymskokatolicki, misjonarz Świętej Rodziny, Sługa Boży Kościoła katolickiego.

## Życiorys
W 1916 Edmund Kałas został powołany do armii pruskiej i wysłany na front francuski. Został ranny w bitwie pod Verdun. W 1920 walczył przeciw bolszewikom w wojnie polsko-sowieckiej. Po zwolnieniu do cywila w maju 1921 powrócił do domu, gdzie pomagał w rodzinnym gospodarstwie. W 1923 pracował w sądzie powiatowym w Bydgoszczy.
W wieku 27 lat złożył prośbę o przyjęcie do nowicjatu i został przyjęty do Zgromadzenia Misjonarzy Świętej Rodziny w Górce Klasztornej. 12 czerwca 1932 przyjął święcenia kapłańskie z rąk prymasa Polski Augusta Kardynała Hlonda w katedrze poznańskiej.
Jako kapłan wykładał łacinę w Wieluniu. W roku 1938 został skierowany do Francji, gdzie w ramach Polskiej Misji Katolickiej pełnił pracę duszpasterską wśród miejscowej Polonii. Tam też zastała go druga wojna światowa.
Podczas okupacji był kurierem francusko-polskiej organizacji podziemnej              „Visigoths-Lorraine”. Aresztowany za kolportaż broszury prymasa A. Hlonda Le Defi, ukazującej nazistowskie zbrodnie w okupowanej przez Niemców Polsce. Jako francuski więzień polityczny skierowany został do niemieckiego obozu koncentracyjnego KL Mauthausen-Gusen, gdzie otrzymał numer obozowy 28187. W obozie 7 czerwca 1943 roku SS-mani kazali mu klęknąć podczas apelu i wyznać przed wszystkimi, że Adolf Hitler jest bogiem. Za odmowę został przez nich bestialsko skatowany, w wyniku czego zmarł. Następnego dnia jego ciało zostało spalone w krematoryjnym piecu.

## Mord
Według naocznego świadka ostatnie chwile ks. Kałasa wyglądały następująco: widząc, że nieznany z personaliów SS-mann zmasakrował drągiem, a potem kopał leżącego na ziemi więźnia, nie dającego wyraźnych znaków życia, chcąc ratować człowieka, wyrwał Niemcowi drąg, a potem wytrącił mu wydobyty pistolet. Bandyta odbiegł i zaalarmował warty, gdy tymczasem Kałas udzielił więźniowi rozgrzeszenia i ostatniego namaszczenia (nosił zawsze przy sobie naczynie z olejami świętymi pełniąc potajemne funkcje duszpasterskie). Niemcy, którzy nadbiegli, zaczęli bić go kolbami i kijami. Przybyły SS-man przerwał masakrę i powiedział, że między więźniami pojawił się Chrystus-buntownik i w sprzeczności z zasadami chrześcijańskimi podniósł rękę na świętą władzę narodu niemieckiego. Wymagało to, jego zdaniem, wielkiej i przykładnej kary. Obecni Niemcy zaproponowali ukrzyżowanie, jednak oficer nakazał ukamienowanie przez tych, którym okazywał miłość. Księdza więc obnażono i nakazano mu trzymać nad głową głaz. O kilka kroków przed nim ustawiono grupę więźniów z jego bloku. Spędzono też widzów z sąsiednich bloków. SS-man nakazał rzucać kamieniami, jednak więźniowie umyślnie chybiali celu, za co zaczęto ich bić kijami. Jeden z obozowych kapo trafił księdza w głowę. Inne kamienie także dosięgały już celu. Wtedy Kałas rozpoczął głośna modlitwę, lecz trafiony ponownie w głowę upadł, a mord dokończono.

## Proces beatyfikacyjny
Jest jednym z 122 Sług Bożych wobec których 17 września 2003 rozpoczął się drugi proces beatyfikacyjny drugiej grupy polskich męczenników z okresu II wojny światowej. W 2009 proces beatyfikacyjny został pomyślnie zakończony na szczeblu diecezjalnym, a dokumentacja przesłana do Kongregacji do Spraw Kanonizacyjnych w Watykanie.